# Basílica Menor de Santa Maria d'Elx
La Basílica menor de Santa Maria o Església Arxiprestal de Nostra Senyora de l'Assumpció és a la plaça del Congrés Eucarístic de la ciutat d'Elx (País Valencià) i construïda en estil Barroc entre 1672 i 1784 i hi van participar diversos arquitectes entre els que es diferenciava el castellonenc Jaume Bort i Melià, autor de la façana barroca de la catedral de Múrcia. Aquesta església compta amb la gran tradició de celebrar-hi el Misteri d'Elx, obra coral en valencià antic que es representa durant els dies 14 i 15 d'agost de cada any en virtut d'un privilegi atorgat pel papa Urbà VIII.
Aquest edifici presenta diferents estils arquitectònics, des del barroc italianitzant de la façana principal, el rococó de les altres portades i la girola, el neoclàssic de l'interior, fins a les reminiscències medievals.

## Història

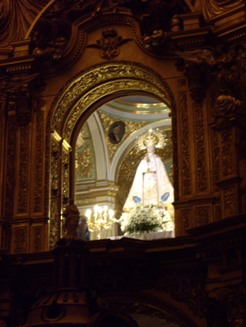
Verge de l'Assumpció, Altar Major

A l'edat mitjana es localitzava la mesquita musulmana en aquest emplaçament que per aquelles dades era un dels extrems de l'antiga Vila Murada. Quan el rei Jaume I va conquerir la ciutat, el 1265, va consagrar la mesquita sota l'advocació de Santa Maria. Sobre les seves restes es va construir un primer temple cristià d'estil gòtic que fou enderrocat i per tercera ocasió es va construir l'actual.
Les obres es van iniciar el 1672 sota la direcció de Francisco Verde, succeint-lo Pedro Quintana i Ferrán Fouquet. És un bon exemple del barroc espanyol.
Durant la Guerra Civil, fou parcialment destruïda essent restaurada anys després per l'arquitecte il·licità Antonio Serrano Peral. A l'incendi que va sofrir el 1936 va desaparèixer la imatge original de la Verge de l'Assumpció, sota l'advocació de la qual està consagrat el temple; fou posteriorment substituïda per una nova, obra de l'escultor valencià José Capuz.

## Façanes

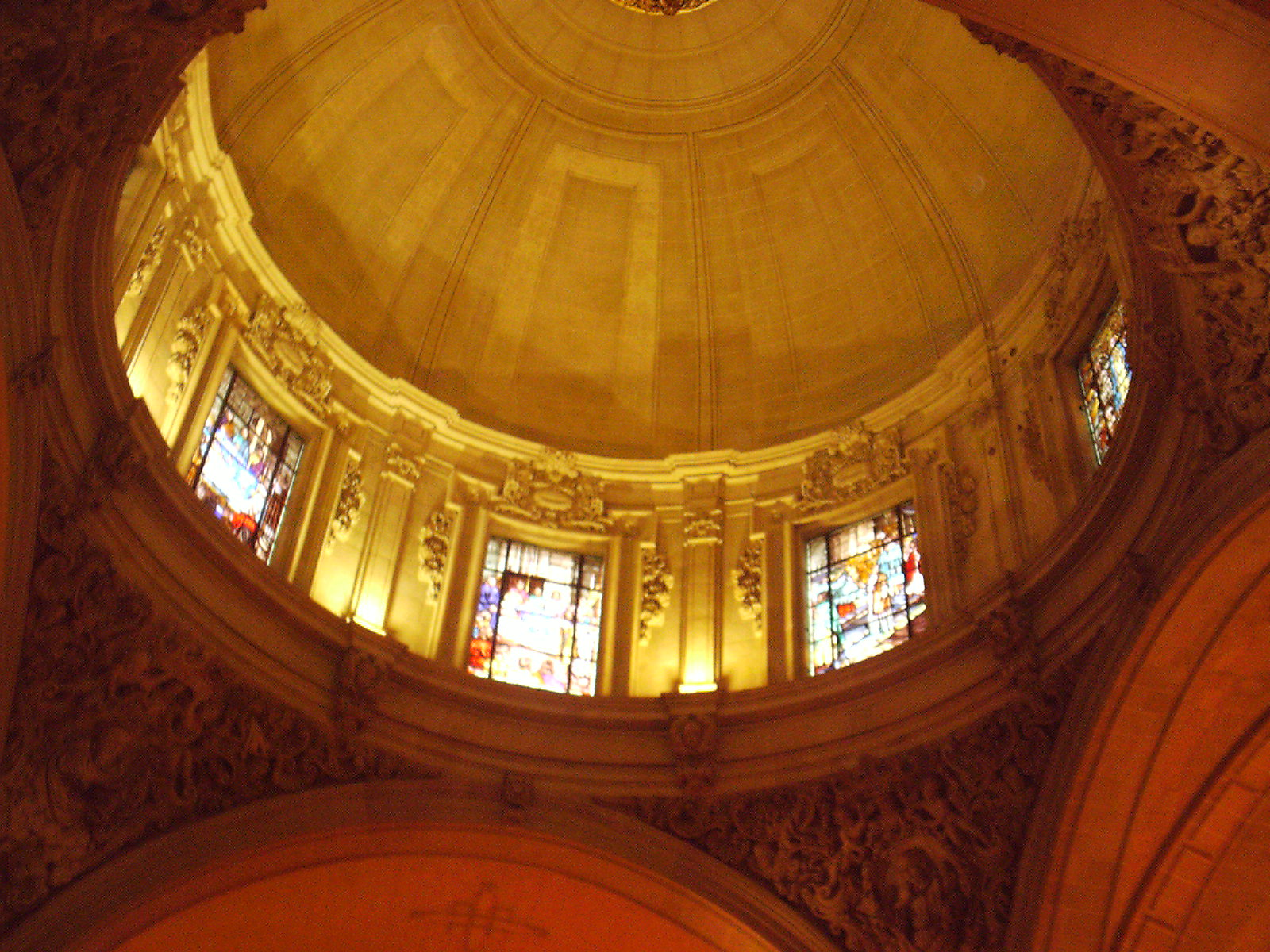
Cúpula de la nau central

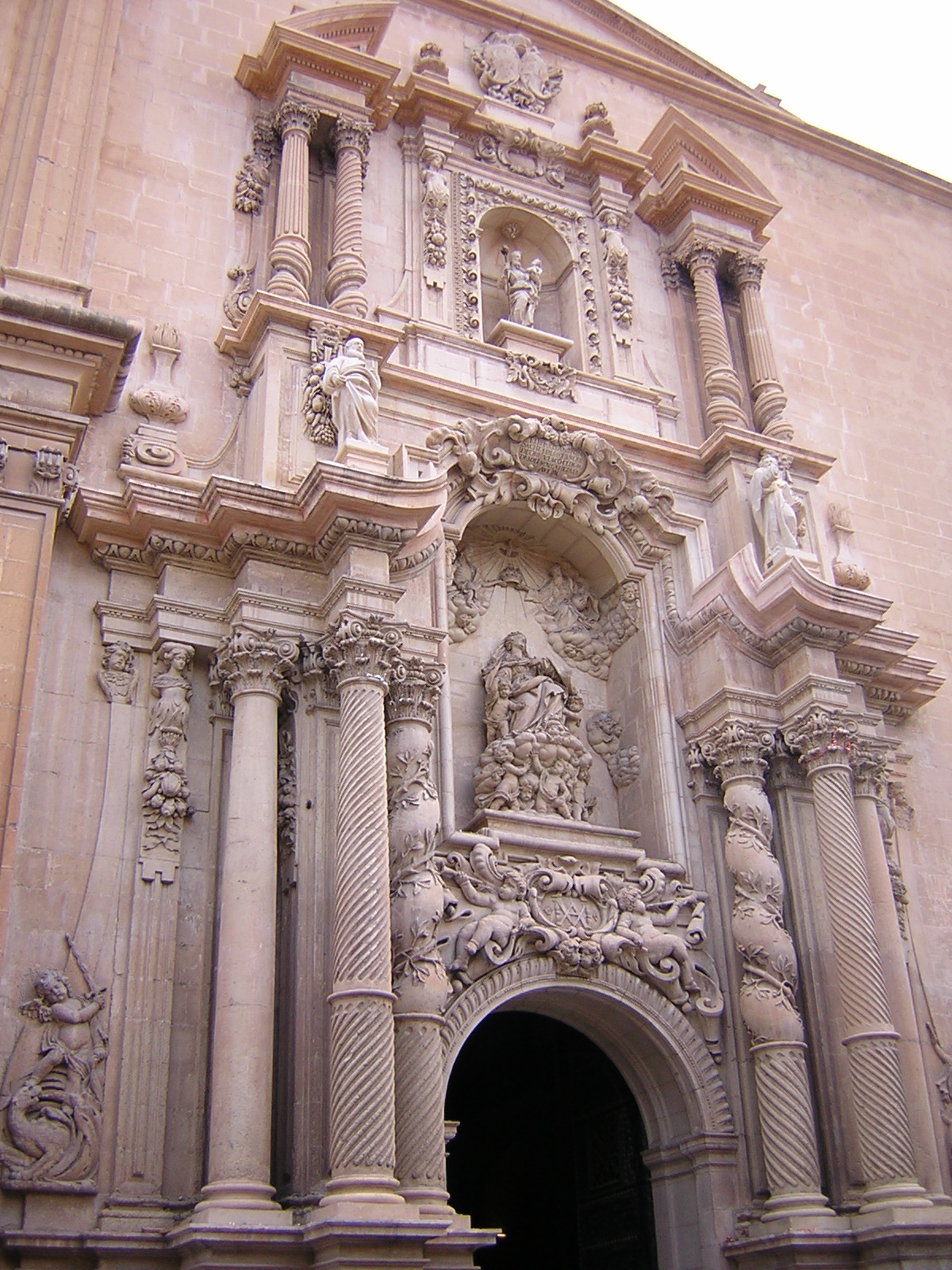
Portada barroca de Nicolas de Bussy

Les seves tres façanes són obra de l'escultor Nicolás de Bussy entre 1680-1682. Primer va realitzar la portada nord amb Sant Agatàngel, posteriorment la sud amb Crist Ressuscitat —tot i que segons altres fonts la façana sud fou treballada pels germans Irles— i finalment la façana occidental, amb el tema de l'Assumpció. Per aquesta façana, que sembla un gran retaule en pedra, li pagaren 1.601 rals. Les escultures es varen col·locar el 14 d'agost de 1682, essent les seves primeres escultures realitzades a Espanya.

## Interior
La capella de la Comunió destaca pel seu art i arquitectura. Fou dissenyada el 1782 per Lorenzo Chápuli. És també digne de menció el gran tabernacle realitzat en marbre a la ciutat de Nàpols dissenyat per Jaime Bort. Des de desembre de 2003, compta amb una capella dedicada a Escrivà de Balaguer, fundador de l'Opus Dei.